# 卵苞山矾
卵苞山矾（学名：Symplocos ovatibracteata）为山矾科山矾属下的一个种。

## 扩展阅读
- 維基物種上的相關：卵苞山矾